# Nina Novak
Pour les articles homonymes, voir Novak.
Nina Novak née Janina Nowak est une primaballerina, chorégraphe, directrice de ballet et professeure de danse polonaise née le 23 mars 1923 à Varsovie et morte le 15 mars 2022 à Philadelphie,.

## Biographie
Avant la Seconde Guerre mondiale, elle est diplômée de l'école de ballet de Varsovie au Grand Théâtre de Varsovie.
De 1937 à 1939, elle est soliste au Ballet national de Pologne et, après la guerre, dans les compagnies de ballet de Feliks Parnell et de Mikołaj Kopiński.
En 1946, elle s'installe aux États-Unis, où elle devient danseuse étoile, danseuse de ballet et professeure au Ballet Russe de Monte-Carlo. Après la fin de sa carrière en 1962, elle s'installe au Venezuela, où elle ouvre sa propre école de ballet et, à partir de 1991, dirige sa propre école de ballet à Caracas : Ballet Clásico de Caracas.
En Pologne, elle fait des apparitions en 1961 à Varsovie et à Poznań dans les ballets Giselle et Le Lac des cygnes, et en 1978 dans le ballet Coppelia au Grand Théâtre de Varsovie.
Le 25 février 2020, le livre Taniec na gruzach. Nina Novak w rozmowie z Wiktorem Krajewskim est publié.
Elle meurt le 15 mars 2022 et est enterrée au cimetière Bródnowski de Varsovie (section 110S-3-20).

## Récompenses et distinctions
En 2017, elle reçoit la Croix de commandeur avec étoile de l'Ordre Polonia Restituta.
Citoyenne d'honneur de cinq villes des États-Unis.